# Džedet
| Dd | d · t | niwt |

| Dd | d · t | niwt |

Džedet (egyptsky ḏdt, řecky Mendes, dnes arabsky Tell er-Ruba) bylo staroegyptské hlavní město 16. dolnoegyptského nomu. Ve 29. dynastii bylo hlavním městem Egypta. Ve funkci hlavního města nomu ho nahradilo v řecko-římském období město Thmuis (dnes arabsky Tell et-Timaj) a význam Džedetu upadl.
Město pravděpodobně existovalo už v předdynastické době v období Nakády II. K jeho hlavním bohům patřili beraní bůh Banebdžedet, jehož samotné jméno znamená Ba pána Džedetu, jeho choť Hatmehit a jejich syn Harpokratés. Společně tvořili tzv. Triádu z Džedetu. Poblíž města bylo nalezeno pohřebiště posvátných beranů. Dějepisec Hérodotos se zmiňuje posvátnosti beranů a tradicích v tomto městě. Rovněž zde byla nalezena možná hrobka faraona Nefaarudže I., již nechali zničit Peršané, jakmile dobyli Egypt.